# Aeroportul Prince Rupert
Aeroportul Prince Rupert (IATA: YPR, ICAO: CYPR) este un aeroport din Prince Rupert⁠(d), North Coast Regional District⁠(d), Columbia Britanică, Canada ce deservește zona Prince Rupert⁠(d). A fost deschis în 1961.
Situat la o altitudine de 35 m, aeroportul dispune de 1 pistă.

## Infrastructură

### Piste
Aeroportul dispune de o singură pistă. Pista 13/31 are suprafața de asfalt și dimensiunile 1.829 m × 61 m. 